# Петелин, Юрий Николаевич
Ю́рий Никола́евич Пете́лин (15 февраля 1920, станция Ужур, ныне Ужурский район, Красноярский край — 4 марта 1998, Липецк) — командир звена 98-го авиационного полка 52-й авиационной дивизии дальнего действия, старший лейтенант, Герой Советского Союза.

## Биография
Родился 15 февраля 1920 года в семье служащего. Русский. Окончил 8 классов. Учился на механическом отделении Красноярского речного техникума, работал на Красноярском заводе имени Побежимова и одновременно учился в Красноярском аэроклубе.
В Красной Армии с 1938 года. Был курсантом вновь организованной Красноярской высотно-скоростной военной авиационной школы, которая вскоре была переведена в город Новосибирск. В 1940 году окончил Новосибирскую военную авиационную школу пилотов. Лётную службу начинал в Воронеже.
На фронтах Великой Отечественной войны с июня 1941 года. Принимал активное участие в боях за Москву, Ленинград, Сталинград, освобождал города Воронеж, Одессу, Киев, Севастополь.
К январю 1942 года звено старшего лейтенанта Петелина совершило 151 боевой вылет, из которых 30 вылетов было выполнено ночью. Сам Петелин совершил 53 боевых вылета, в том числе 18 ночных вылетов. 21 января 1942 года Ю. Н. Петелин вылетел на бомбардировку железнодорожного узла Вязьма. Несмотря на противодействие артиллерии и истребителей противника экипаж выполнил поставленную задачу. На обратном пути самолёт был атакован истребителями противника. Сам Петелин и штурман были ранены, стрелки-радисты убиты.
Указом Президиума Верховного Совета СССР «О присвоении звания Героя Советского Союза начальствующему составу Военно-воздушных сил Красной Армии» от 20 июня 1942 года за «образцовое выполнение боевых заданий командования на фронте борьбы с немецкими захватчиками и проявленные при этом отвагу и геройство» удостоен звания Героя Советского Союза с вручением ордена Ленина и медали «Золотая Звезда» под номером 851.
С 1945 года подполковник Ю. Н. Петелин — в запасе, а затем в отставке. Жил в городе Липецке. До ухода на заслуженный отдых работал в городском комитете ДОСААФ. Скончался 4 марта 1998 года.

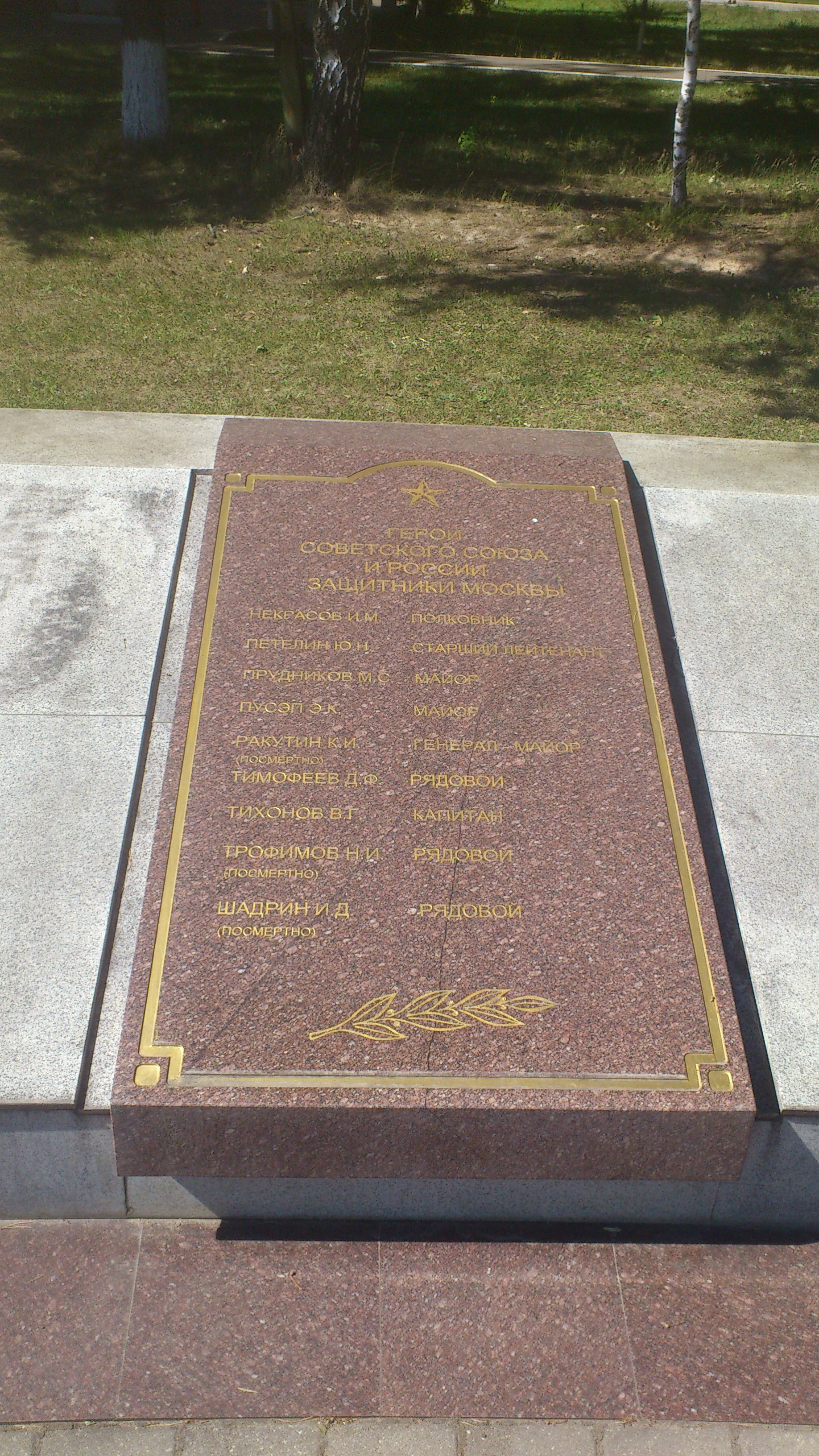
Имя Ю. Н. Петелина высечено на плите мемориального комплекса «Воинам-сибирякам».
Мемориальный комплекс «Воинам-сибирякам», Ленино-Снегирёвский военно-исторический музей.